# Agnieszka Sadlakowska
Agnieszka Sadlakowska (ur. w Warszawie) – polska prozaiczka i poetka.
Ukończyła filologię polską na Wydziale Polonistyki Uniwersytetu Warszawskiego na podstawie pracy magisterskiej „Doświadczenia Krystyny Miłobędzkiej w teatrze dziecięcym”, za którą otrzymała w 1984 r. III nagrodę w Ogólnopolskim Konkursie Naukowym na prace magisterskie i artykuły naukowe.
Debiutowała w 1984 roku jako poetka w piśmie „Radar” i jako recenzent teatralny w miesięczniku „Scena” .
Pracowała w warszawskim Teatrze na Targówku, gdzie prowadziła Dziecięcy Klub Miłośników Teatru w latach 1984-85. Następnie pracowała w Teatrze Żydowskim, w dziale literackim. Publikowała recenzje teatralne i wywiady w „Scenie”, Odrze”, „Radarze”, kwartalniku „Teatr Lalek”.
Jest autorką tekstów piosenek, debiutowała utworem pt. „W nocnym klubie” napisanym dla Andrzeja Zauchy, do muzyki Tadeusza Klimondy. Od 1987 roku jest członkiem warszawskiego oddziału ZAKR (jako literat).
Od 1978 roku była działaczką opozycji demokratycznej. W 1986 roku, po rewizji w mieszkaniu, przesłuchaniu i areszcie, dostała karę ośmiu miesięcy więzienia w zawieszeniu na pięć lat, za posiadanie nielegalnych wydawnictw i książek bez debitu komunikacyjnego.
W latach 1986–88 pisała cotygodniowe felietony i robiła wywiady z aktorami dla „Agencji Dziennikarzy Omnipress”, którą stworzyli w stanie wojennym dziennikarze usunięci z pracy.
Pisze i publikuje opowiadania, wiersze, reportaże  i recenzje również w pismach polonijnych: „B1 [Bundestrasse]”, kwartalniku „PNKV”, kwartalniku „Scena Polska”, naszapolonia.com, polonia.nl.
W 2009 roku, w V Konkursie Literackim im. Marka Hłaski dostała wyróżnienie za opowiadanie pt. Za horyzontem myśli.